# Gerandibis pagana
Gerandibis pagana — викопний вид пеліканоподібних птахів родини ібісових (Threskiornithidae), що існував у ранньому міоцені в Європі. Викопні рештки птаха знайдені у муніципалітеті Сен-Жеран-ле-Пюї у Франції.

## Таксономія
Вид описаний Альфонсом Мілном-Едвардсом у 1868 році як Ibis pagana. Річард Шарп класифікував його до роду Eudocimus, але у 1981 році Сторрс Олсон помістив його до роду Plegadis. Зрештою у 2013 році Ванеса Де П'єтрі виокремила вид у власний монотиповий рід Gerandibis.